# Rachid Solh
Pour les articles homonymes, voir Solh.
Rachid Solh (né le 22 juin 1926 et mort le 27 juin 2014) est un homme d'État libanais, membre d’une des principales familles sunnites du pays.
Il est élu député de Beyrouth dans les années 1960 et est nommé par le président Soleimane Frangié Premier ministre en 1974.
Il démissionne en 1975 quelques semaines après le déclenchement de la guerre civile libanaise.
À la suite de la démission du gouvernement d’Omar Karamé en mai 1992, le président Elias Hraoui le charge de former un gouvernement pour organiser les premières élections législatives d’après-guerre. Ces élections seront marquées par une fraude massive et par un boycott auquel ont appelé les principales forces et personnalités chrétiennes du pays.
Il conserve son poste de député jusqu’en 1996, mais s’est retiré depuis de l’action politique, ne disposant d’aucune popularité significative.